# Derelicts
Derelicts er en britisk stumfilm fra 1917 af Sidney Morgan.

## Medvirkende
- Violet Graham som Yvonne Latour
- Sydney Vautier som Stephen Chisely
- Julian Royce som Canon Chiseley
- Mona K. Harrison som Annie Bevan
- F. Yensen som Amedee Bazauge